# Torellia lanata
Torellia lanata is een slakkensoort uit de familie van de Capulidae. De wetenschappelijke naam van de soort is voor het eerst geldig gepubliceerd in 1986 door Warén, Arnaud & Cantera.